# Animal nocturno (álbum)
Animal nocturno es el nombre del cuarto álbum de estudio grabado por el cantautor guatemalteco Ricardo Arjona, Fue lanzado al mercado bajo el sello discográfico Sony Music México el 9 de febrero de 1993. Este álbum significó el salto definitivo de Arjona al éxito internacional, con canciones que tuvieron fuerte repercusión en la radio y lograron convertirse en clásicos como "Mujeres", "Primera vez", "Quién diría", "Cómo olvidarte" y "Animal nocturno".
El disco forma parte de la lista de los 100 discos que debes tener antes del fin del mundo, publicada en 2012 por Sony Music.

## Lista de canciones
Todas las canciones escritas y compuestas por Ricardo Arjona. 
| Animal nocturno | |          |  |
| N.º             | Título                                                                                               | Duración |  |
| 1.              | «Libre»                                                                                              | 3:32     |  |
| 2.              | «Primera vez»                                                                                        | 3:47     |  |
| 3.              | «Mujeres»                                                                                            | 3:26     |  |
| 4.              | «Tiempo en una botella (Original en inglés de Jim Croce 1973 Adaptación al español: Ricardo Arjona)» | 2:26     |  |
| 5.              | «Cómo olvidarte»                                                                                     | 3:48     |  |
| 6.              | «Solo»                                                                                               | 3:43     |  |
| 7.              | «Baila conmigo»                                                                                      | 3:44     |  |
| 8.              | «Quién diría»                                                                                        | 3:55     |  |
| 9.              | «Te encontraré»                                                                                      | 4:28     |  |
| 10.             | «Así de ilógico»                                                                                     | 3:59     |  |
| 11.             | «Animal nocturno»                                                                                    | 3:54     |  |
| 12.             | «Jesús es Verbo, no sustantivo (versión 1993)»                                                       | 6:48     |  |
| 47:48           | |          |  |